# Rio Estiva
O rio Estiva é um curso d'água brasileiro que banha o litoral do estado da Paraíba. É o principal afluente do rio Sinimbu, no qual deságua na margem direita.